# Conferència de Panglong
La Conferència de Panglong fou una reunió política per determinar el futur de Birmània i la seva relació amb les àrees frontereres poblades per minories, que es va celebrar a Panglong, als Estats Shan el febrer de 1947. Va tenir com a precedent una conferència al mateix lloc al febrer de l'any anterior, on es va establir la idea de la unió sense precisar-ne la forma. Van assistir a la conferència membres del consell executiu del governador de Birmània, els prínceps o saofas, i representacions dels shan, katxin i xin. Es va acordar com a punts principals l'autonomia interna completa de l'Àrea de Frontera, la concessió de certs poders i nomenaments, provisions per la delimitació de l'estat katxin, i el dret a un referèndum pel manteniment de la Unió o la separació al cap de deu anys de l'ingrés a la unió. L'acord mai no fou respectat en el darrer punt.